# Fléville
Fléville é uma comuna francesa na região administrativa de Grande Leste, no departamento Ardenas. Estende-se por uma área de 7,71 km². Em 2010 a comuna tinha 100 habitantes (densidade: 13 hab./km²).